# Liam Corrigan
Liam Corrigan, född 11 september 1997 i Old Lyme, är en amerikansk roddare.
Corrigan studerade vid Harvard University och tävlade i rodd för deras universitetslag Harvard Crimson.

## Karriär
Vid OS 2021 i Tokyo var Corrigan en del av USA:s lag som slutade på fjärde plats i åtta med styrman.
I september 2023 vid VM i Belgrad tog Corrigan silver tillsammans med Justin Best, Nick Mead och Michael Grady i fyra utan styrman. Vid OS 2024 i Paris tog de guld tillsammans i fyra utan styrman.